# Bovec
Bovec (IPA: [ˈbɔːvɛʦ], németül Flitsch IPA: [flɪʧ], olaszul Plezzo IPA: [ˈplɛʦːo]) egy szlovéniai kisváros a Júliai-Alpokban, közvetlenül az olasz határ mellett, és mintegy 30 km-re az osztrák határtól, az azonos nevű község központja. Bovec 446 méter magasan fekszik az Isonzó felső folyásánál egy kisebb szurdokvölgyben a Kanin és a Kranjska Gora magaslatok lábánál. A lakosság száma 1600 fő.

## A község települései
A községhez tartozó települések: Bavšica, Bovec, Čezsoča, Kal-Koritnica, Lepena, Log Čezsoški, Log pod Mangartom, Plužna, Soča, Srpenica, Strmec na Predelu, Trenta, Žaga, Zavrzelno.

## Története

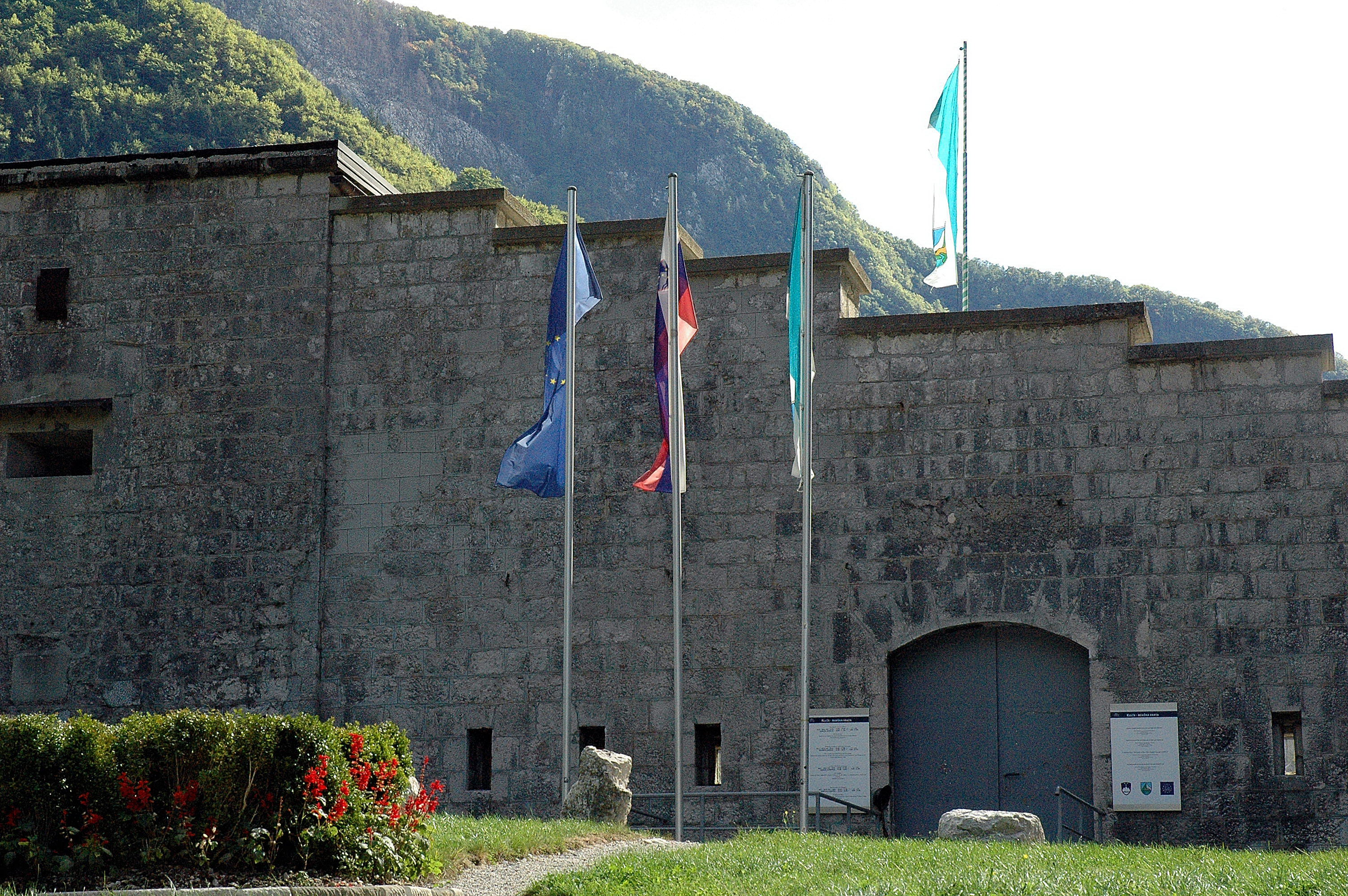
A boveci Kluže erőd (Flitscher Klause), épült 1881–1882)

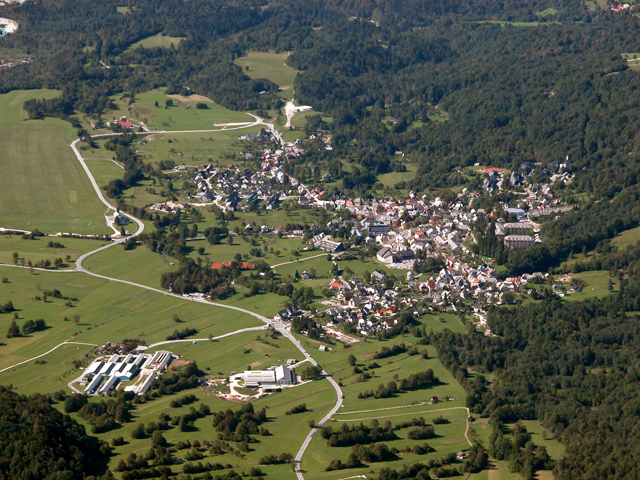
Bovec

A település a római korban jött létre, Ampletium néven, de a terület már régebben is, a hallstatti kultúra részeként, lakott volt. A középkorban, csakúgy mint a mai Szlovénia területének egésze a Habsburg Birodalomhoz tartozott. Az első világháborúban az olasz frontvonal a település közelében húzódott,  az első isonzói csata során a kisváros körüli magaslatokon heves harcok folytak az Olasz Királyság és az Osztrák–Magyar Monarchia hadseregei között. A település az első világháborút lezáró békerendszer következtében – bár lakóinak nagy része szlovén volt – Olaszországhoz került, 1945 után Jugoszláviához csatolták, majd 1990-ben a független Szlovénia területének része lett. A település a városi rangot 1951-ben nyerte el.

## Napjainkban
A város fő megélhetési forrása a turizmus és a helyi ipar (fa-, fém- és textilművek). A közeli Triglavi Nemzeti Park, a Kranjska Gora, az Isonzó folyó és a sportolási lehetőségek (rafting, kajak, kenu) miatt évente egyre több látogató érkezik a kisvárosba. Télen az egyik legnagyobb szlovéniai síparadicsomként funkcionál. Bovechez közel található az 1881–1882 között felépített Flitscher Klause záróerőd (szlovén nevén Kluže), amely az I. világháborúban védelmi szerepeket is betöltött, ma múzeum.
Kedvelt kirándulás az „Isonzó-ösvényen” (Soška pot) történő túrázás, valamint a város közelében található 106 m-es Boka-vízesés (Slap Boka) megtekintése.